# ياسمين أرمفيلد
ياسمين أرمفيلد (بالإنجليزية: Jasmine Armfield)‏ هي ممثلة بريطانية، ولدت في 17 ديسمبر 1998 في ساوثند أون سي في المملكة المتحدة.

## الحياة الشخصية والمهنية
وُلدت ياسمين في ساوثيند، إسيكس. التحقت بمدرسة الملك جون في جنوب بنفليت، إسيكس وأصبحت طالبة في أكاديمية بولين كويرك للفنون المسرحية في ويكفورد عندما افتتحت في سبتمبر 2010.
كان ظهورها الأول على الشاشة بتاريخ 15 يناير 2014، في المسلسل التلفزيوني إيست إندرز حيث مثلت دور بيكس فاولر (بالإنجليزية: Bex Fowler)‏ الذي مثلته حتى عام 2020، وفي عام 2017 رشحت لجائزة لأفضل ممثلة مسلسل درامي في حفل جوائز تي في تشويس [الإنجليزية].
في مايو 2021 ظهرت في حلقة من مسلسل البي بي سي الدرامي أطباء [الإنجليزية] في دور ليلى روبرتس.

## وصلات خارجية
- ياسمين أرمفيلد على موقع IMDb (الإنجليزية)
- ياسمين أرمفيلد على موقع قاعدة بيانات الفيلم (الإنجليزية)